# Cryphia debilis
Cryphia debilis är en fjärilsart som beskrevs av Hans Rebel 1894. Cryphia debilis ingår i släktet Cryphia och familjen nattflyn. Inga underarter finns listade i Catalogue of Life.